# Théories du complot sur la religion de Barack Obama

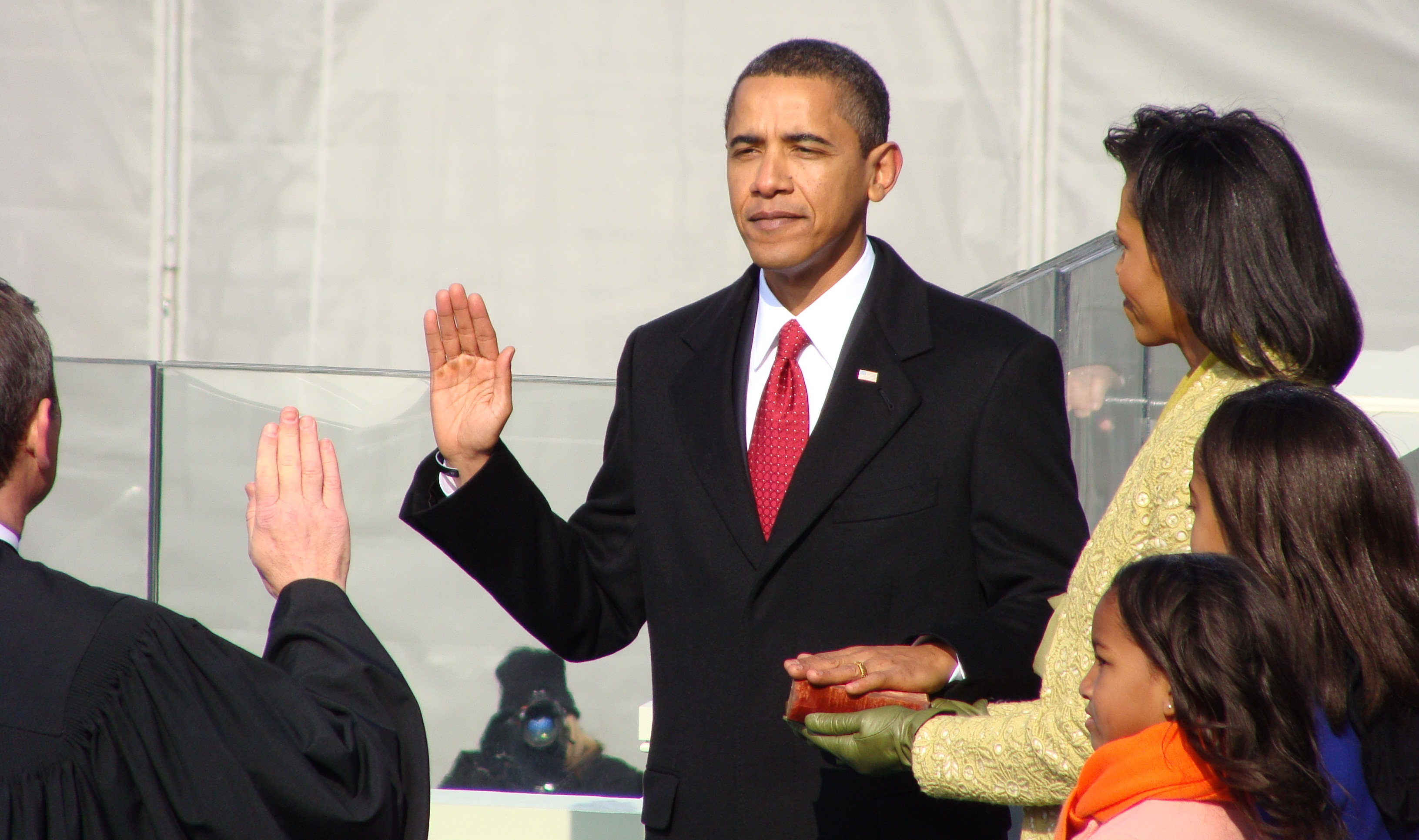
Barack Obama prête le serment du président des États-Unis en utilisant la Bible d'Abraham Lincoln.

Les allégations selon lesquelles Barack Obama pratiquerait secrètement l'islam, ou qu'il serait lui-même l'antéchrist de l'eschatologie chrétienne, ont été suggérées depuis qu'il a fait campagne pour le Sénat américain en 2004 et ont proliféré après son élection à la présidence des États-Unis en 2008. Comme pour les théories du complot entourant son statut de citoyen, les affirmations sont promues par divers théoriciens marginaux et opposants politiques,, les blogueurs américains et les animateurs de radio conservateurs faisant particulièrement la promotion de ces théories.
La croyance en ces affirmations dans la sphère publique a perduré et, dans certains cas, s'est même développée pendant la présidence d'Obama, selon le Pew Research Center, 17 % des Américains (dont un tiers des républicains conservateurs) croyant qu'il était musulman dans un sondage de 2012,,.
Obama pratique le protestantisme. Lorsqu'il avait une vingtaine d'années, il fréquentait les églises afro-américaines. De 1992 à 2008, il a été membre de la Trinity United Church of Christ, une dénomination chrétienne de tradition réformée. Obama l'a quittée à la suite de la controverse autour de Jeremiah Wright. Depuis lors, il a fréquenté différentes Églises méthodistes et Églises baptistes de la capitale.

## Contexte
Dans la culture politique des États-Unis, les mythologies du nativisme et l'identité des migrants de la plupart des citoyens ont souvent été en tension. La Constitution contient une clause relative aux citoyens nés aux États-Unis qui stipule que toute personne née après la fondation des États-Unis doit être un "citoyen de naissance" pour pouvoir occuper le poste de président.
En raison de l'absence d'une définition claire de la notion de "citoyen de naissance", les présidents et les candidats à la présidence ont fait l'objet de nombreuses plaintes, affirmant que la citoyenneté d'autres nations, en plus de la citoyenneté américaine, ou des aspects ethniques ou religieux, les rendaient constitutionnellement incompétents pour occuper cette fonction. Le pamphlétaire antisémite Robert Edward Edmondson a publié Roosevelt's Jewish Ancestry-"He Is Not One Of Us !" en 1939 pour soutenir la propagande existante concernant la religion et l'héritage du président Franklin D. Roosevelt et Roy Zachary, un leader de la Silver Legion of America, a lié Roosevelt au crypto-judaïsme de l'Espagne du XVIe siècle dans des discours publics.
Les caricatures allemandes nazies de Roosevelt le représentaient également comme juif. Au XXIe siècle, des méthodes similaires ont été développées pour Barack Obama et l'islam.

## Affirmations selon laquelle Barack Obama pratiquerait secrètement l'islam
Selon le Los Angeles Times, les fausses rumeurs selon lesquelles Obama serait secrètement musulman ont commencé pendant sa campagne pour le Sénat des États-Unis en 2004 et se sont répandues par le biais de courriels viraux en 2006. Le Times a comparé ces rumeurs aux fausses rumeurs antérieures selon lesquelles John McCain, candidat à la présidence en 2000, aurait eu un enfant à la peau foncée hors mariage. Ces rumeurs ont ensuite été encouragées par des animateurs de talk-shows conservateurs, dont Michael Savage.
En décembre 2007, la campagne d'Hillary Clinton a demandé à une coordinatrice bénévole de comté de démissionner après qu'elle eut transmis un message électronique reprenant la rumeur selon laquelle Obama était musulman. En juin 2008, le maire de New York, Michael Bloomberg, lui-même juif, s'est adressé aux électeurs juifs de Floride pour dénoncer les fausses rumeurs par courriel selon lesquelles Obama était secrètement musulman et ne soutenait pas Israël. Bloomberg a déclaré : "J'espère que vous vous joindrez tous à moi tout au long de cette campagne pour dénoncer fermement cette propagande de la peur, quel que soit le candidat pour lequel vous voterez."
En 2015, Taha al-Lahibi, un ancien membre du parlement irakien connu pour promouvoir des théories du complot marginales, a affirmé qu'Obama était "le fils d'un père kényan chiite." Ces affirmations infondées ne bénéficient pas d'un large soutien parmi les Irakiens, et la déclaration d'al-Lahibi a suscité des moqueries.
Certains médias ont affirmé qu'Obama est un chrétien pratiquant et a été principalement élevé par sa mère et ses parents chrétiens,,. Or, son père, Barack Obama Sr, avec qui il n'a vécu qu'en tant que bébé, a été décrit par Obama comme étant un athée élevé par des musulmans. De même, son beau-père, Lolo Soetoro, avec qui il a vécu pendant sa petite enfance, était officiellement musulman. Ce lien familial avec l'islam, entre autres, est à la base des affirmations selon lesquelles Obama pratiquerait secrètement l'islam.

### Revendication du Coran
Une chaîne de courriels circulant pendant la campagne présidentielle affirmait que M. Obama avait prêté son serment de sénateur américain en 2005 en posant sa main sur un Coran plutôt que sur une Bible. Cette affirmation est fausse, car M. Obama a prêté serment en utilisant une Bible qu'il possédait. Cette affirmation pourrait avoir été inspirée par une reconstitution photographique de la prestation de serment, en 2007, du représentant américain Keith Ellison, du Minnesota, qui a utilisé un Coran ayant appartenu à Thomas Jefferson.

### Revendication concernant les écoles coraniques
Une première version d'une rumeur selon laquelle Obama avait "passé au moins quatre ans dans une soi-disant médersa, ou séminaire musulman, en Indonésie" est apparue dans un article publié par Insight on the News, un magazine publié par News World Communications, un conglomérat médiatique international appartenant alors à l'Église de l'Unification. Insight on the News a cessé de paraître peu après l'incident. Son rédacteur en chef, Jeff Kuhner, a affirmé qu'une personne travaillant pour la campagne Clinton lui avait dit que la campagne "préparait une accusation selon laquelle son rival, le sénateur Barack Obama, avait dissimulé une brève période qu'il avait passée dans une école religieuse islamique en Indonésie lorsqu'il avait six ans". Le sénateur Clinton a nié ces allégations. Lorsqu'il a été interrogé par le New York Times, Kuhner n'a pas nommé la personne qui aurait été la source de son journaliste.
Barack Obama a fréquenté deux écoles pendant les quatre années qu'il a passées en Indonésie dans son enfance (1967-1971). Des équivalences anglo-américaines du CP au CE2, il a fréquenté l'école catholique St. François d'Assise, où les cours commençaient et se terminaient chaque jour par des prières chrétiennes. Il y a été inscrit comme musulman en raison de la religion nominale de son beau-père. À un moment donné au cours de la troisième année, il a été transféré à l'école primaire d'État Menteng 01, également connue sous le nom d'école Besuki, pour moins d'un an. Besuki est une école publique laïque. Les élèves y portent des vêtements occidentaux, et le Chicago Tribune a décrit l'école comme étant "si progressiste que les enseignants portaient des minijupes et que tous les élèves étaient encouragés à fêter Noël",,.
Peu après l'article d'Insight, le journaliste de CNN John Vause s'est rendu à l'école primaire d'État Menteng 01 et a constaté que chaque élève recevait deux heures par semaine d'instruction religieuse dans sa propre foi. Hardi Priyono, le directeur adjoint de l'école a déclaré à Vause : "C'est une école publique. Nous ne nous concentrons pas sur la religion. Dans notre vie quotidienne, nous essayons de respecter la religion, mais nous n'accordons pas de traitement préférentiel."
Les entretiens menés par Nedra Pickler de l'Associated Press ont révélé que les élèves de toutes les confessions y étaient les bienvenus bien avant la présence d'Obama. Akmad Solichin, le directeur adjoint de l'école, a déclaré à Pickler : "Ces allégations sont totalement infondées. Oui, la plupart de nos élèves sont musulmans, mais il y a aussi des chrétiens. Tout le monde est le bienvenu ici... c'est une école publique".

### Prétention du deuxième prénom "Mohammed"
Une série de courriels a affirmé à tort que le deuxième prénom du président Obama était Mohammed ou Muhammed. Son véritable deuxième prénom est Hussein, hérité de son père,.

### Sondages et enquêtes
Les sondages d'opinion publique réalisés, à partir de 2008, ont montré qu'un certain nombre d'Américains pensent qu'Obama est musulman. En mars 2008, une enquête menée par le Pew Research Center a révélé que 10 % des personnes interrogées croyaient à cette rumeur. Les personnes les plus susceptibles de croire qu'il est musulman sont les conservateurs politiques (républicains et démocrates), les personnes qui n'ont pas fait d'études supérieures, celles qui vivent dans le Midwest ou le Sud des États-Unis, et les habitants des zones rurales.
Une étude menée par l'Université de Géorgie a révélé que le pourcentage d'Américains qui pensaient qu'Obama était musulman est resté constant, à environ 20 %, en septembre, octobre et novembre 2008, malgré les fréquentes tentatives des médias et de la campagne d'Obama de corriger cette idée fausse. Cependant, l'étude a également montré que certaines personnes qui avaient initialement cru qu'Obama était chrétien ont ensuite cru à la rumeur selon laquelle il était musulman. L'enquête a révélé que les personnes qui avaient adopté cette idée fausse étaient généralement plus jeunes, moins engagées politiquement, moins instruites, plus conservatrices et plus susceptibles de croire au littéralisme biblique. Selon le professeur Barry Hollander, "il s'agit de groupes de personnes qui se méfient généralement des médias de masse... Par conséquent, les journalistes qui leur disent que ce n'est pas vrai pourraient en fait avoir l'effet inverse et les rendre plus susceptibles de croire la rumeur."
En août 2010, un sondage Pew Research a montré que 18 % des Américains et 30 % des républicains pensaient qu'Obama était musulman.
En 2012, les données du Pew Center ont révélé que la popularité de cette désinformation avait augmenté dans certains groupes. Plus précisément, plus d'un Américain sur sept (dont un tiers des républicains conservateurs) qualifiait le président de musulman. Haris Tarin, du Muslim Public Affairs Council, a déclaré que l'enquête "montre qu'il y a beaucoup d'alarmisme et de politique politicienne en Amérique".
Un sondage Public Policy Polling de 2016 a indiqué que 66 % des partisans de Trump croyaient qu'Obama était musulman, et seulement 13 % qu'il était chrétien,.

## Réponse d'Obama

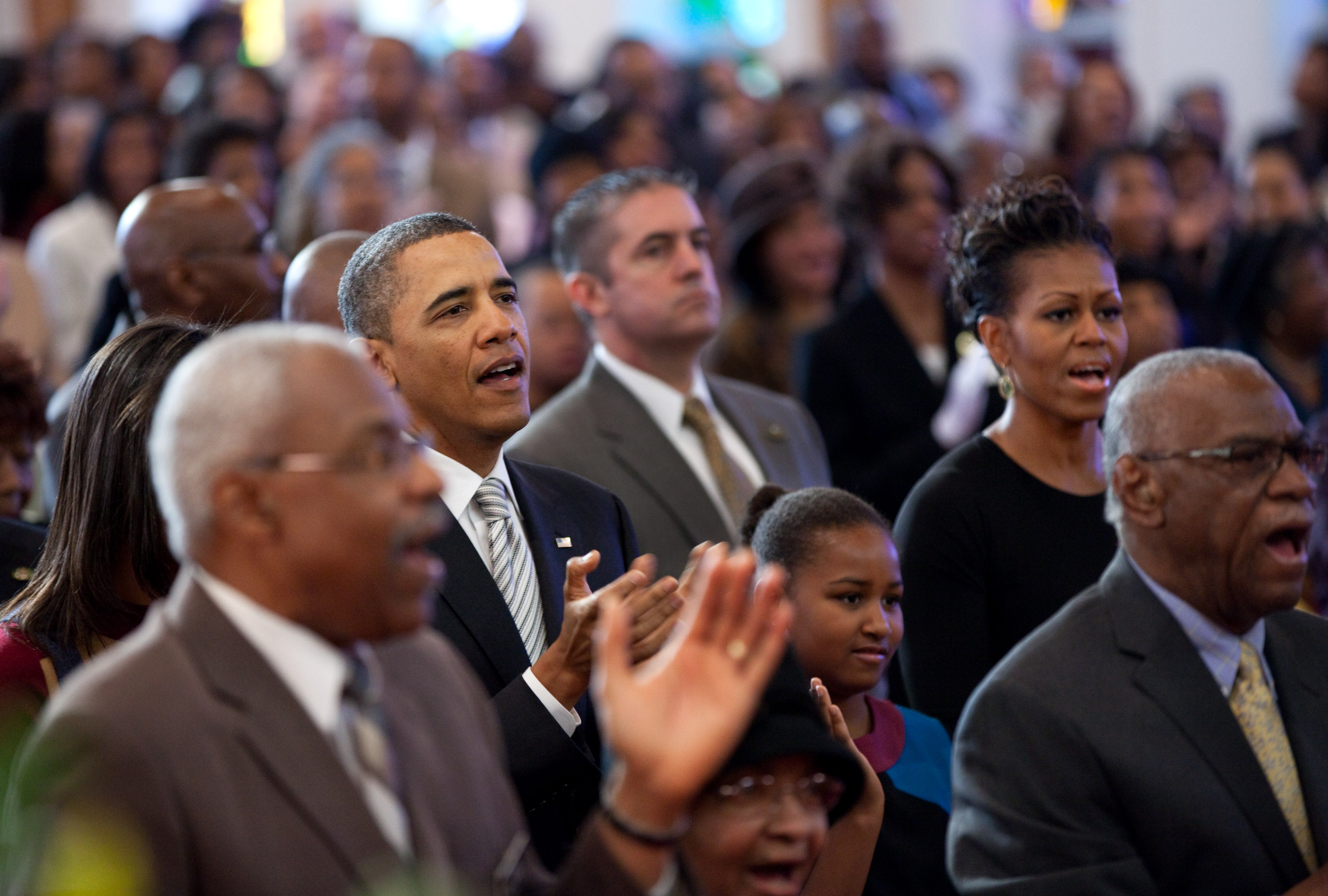
Le couple Obama à l'Église baptiste de Sion de Washington, en janvier 2012.

Ce dernier a affirmé avoir été baptisé à la Trinity United Church of Christ (en), qui appartient à l'Église unie du Christ, (UCC) et l'a officiellement rejointe en 1988. Il a quitté l'UCC en 2008 en raison de la controverse autour du révérend Jeremiah Wright. Après s'être installée à Washington en 2009, la famille Obama a participé aux services de différentes Églises méthodistes et Églises baptistes de la capitale.

« Je suis chrétien par choix. Ma famille n'allait pas - franchement, ce n'était pas des gens qui allaient à l'église chaque semaine. Ma mère était l'une des personnes les plus spirituelles que je connaisse, mais elle ne m'a pas élevée dans l'église. J'ai donc découvert ma foi chrétienne plus tard dans ma vie, et c'est parce que les préceptes de Jésus-Christ me parlaient du genre de vie que je voulais mener - être le gardien de mes frères et sœurs, traiter les autres comme ils me traiteraient. Je pense aussi que le fait de comprendre que Jésus-Christ est mort pour mes péchés m'a fait comprendre l'humilité que nous devons tous avoir en tant qu'êtres humains, que nous sommes pécheurs, imparfaits et que nous faisons des erreurs, et que nous obtenons le salut par la grâce de Dieu. Mais ce que nous pouvons faire, aussi imparfaits que nous soyons, c'est continuer à voir Dieu dans les autres et faire de notre mieux pour les aider à trouver leur propre grâce. C'est ce que je m'efforce de faire. C'est ce que je prie pour faire chaque jour. Je pense que mon service public fait partie de cet effort pour exprimer ma foi chrétienne. »

— Barack Obama, 27 septembre 2010,.
Barack Obama a répondu publiquement à des questions concernant sa religion à plus d'une occasion. Lors d'un débat entre les candidats démocrates à la présidence le 15 janvier 2008 à Las Vegas (Nevada), le modérateur, Brian Williams, a interrogé Obama sur la rumeur selon laquelle il "essaie de cacher le fait qu'il est musulman". M. Obama a répondu que "les faits sont les suivants : Je suis chrétien. J'ai prêté serment [au Sénat américain] avec une Bible". Il a ensuite déclaré que "à l'ère d'Internet, il va y avoir des mensonges qui sont répandus partout. J'ai été victime de ces mensonges",.
Le 4 juin 2009, M. Obama a prononcé un discours à l'université du Caire intitulé "Un nouveau départ". L'intégralité du discours a été enregistrée par C-SPAN. Au cours de son discours devant un auditoire majoritairement musulman, Obama a déclaré : "Je suis chrétien."
Dans une interview avec le journaliste Brian Williams de NBC le 29 août 2010, M. Williams a interrogé M. Obama au sujet d'un sondage selon lequel 20 % du public américain ne croit pas qu'il soit chrétien ou né américain. Obama a donné une réponse similaire à celle qu'il avait donnée lors du débat de janvier 2008. Lors du National Prayer Breakfast 2011, le président a déclaré : "Ma foi chrétienne a donc été une force de soutien pour moi au cours de ces dernières années, d'autant plus lorsque Michelle et moi entendons notre foi remise en question de temps en temps".
En plus des réponses personnelles d'Obama, la campagne présidentielle 2008 d'Obama a répondu aux fausses allégations faites à son encontre par des personnes opposées à sa candidature en lançant un site Web appelé "FightTheSmears.com". L'une des fausses affirmations contrecarrées par le site est qu'il est musulman et non chrétien,.
En octobre 2010, la Maison Blanche a annoncé qu'elle annulait l'arrêt au Temple d'Or lors du voyage d'Obama en Inde. La décision d'annuler a été mal perçue par la communauté sikhe, qui est déçue et il a été supposé  que la décision était une réponse à une photo qui a circulé pendant la campagne 2008 d'Obama portant une tenue traditionnelle kenyane lors d'un voyage au Kenya en 2006,. La photo de 2006 a été utilisée pour soulever des doutes sur la religion d'Obama.

## Affirmation que Barack Obama est l'Antéchrist
Pendant la campagne présidentielle de 2008, une chaîne de courriels accusait Obama d'être secrètement l'Antéchrist biblique, en disant :
Selon le livre de la Révélation : L'anti-christ sera un homme d'une quarantaine d'années, qui trompera les nations par un langage persuasif, et qui aura un énorme attrait pour le Christ... la prophétie dit que les gens afflueront vers lui et qu'il promettra un faux espoir et la paix dans le monde, et que lorsqu'il sera au pouvoir, il détruira tout. Est-ce Obama ?
PolitiFact.com a analysé les éléments de cette fausse affirmation et les a démystifiés : Le mot Antichrist n'apparaît pas dans le livre de l'Apocalypse (bien qu'il apparaisse dans 1 Jean et 2 Jean) ; le livre de l'Apocalypse fait plutôt référence à la Bête. Le livre de l'Apocalypse ne mentionne jamais l'âge de la Bête, et ne fait pas non plus référence à une "ascendance musulmane", car la religion musulmane n'a été fondée que des centaines d'années après la rédaction du livre.